# Americhernes levipalpus
Americhernes levipalpus är en spindeldjursart som först beskrevs av William B. Muchmore 1972.  Americhernes levipalpus ingår i släktet Americhernes och familjen blindklokrypare. Inga underarter finns listade i Catalogue of Life.